# Тешик таш
Тешик таш (рус. Пещера Тешик-Таш, узбечки Teshik-Tosh) је археолошки локалитет у Узбекистану у средњој Азији, познат по открићу остатака неандерталаца. Откривени су остаци скелета неандерталског дечака између 5 костура побијених козорога, поређаних у круг и окружених крупним камењем. Фосилни остаци су откривени 1938. године, на око 1500 метара надморске висине у пећини у ланцу Хисар (јужно од Самарканда).
Откривена оруђа су мустеријенског типа.